# 龍門洞窟

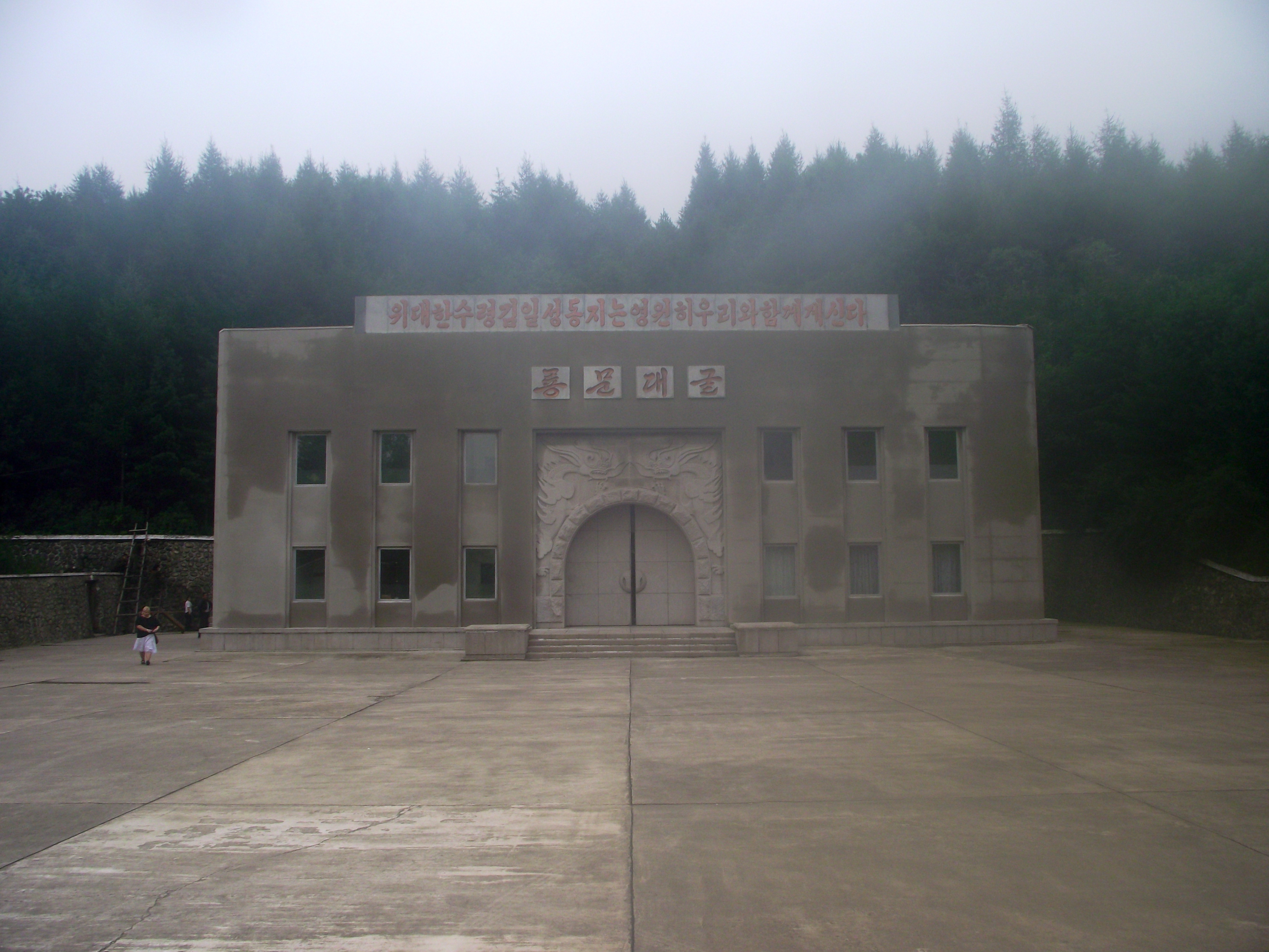
龙门洞窟入口

龍門洞窟（朝鲜语：／）位於朝鲜民主主义人民共和国平安北道球場郡溶洞，由距今4億8,000萬年前所形成的钟乳石構成，分主洞、支洞、名勝，是朝鮮全國最長的鐘乳石溶洞。洞裡有許多鐘乳石、石花等形成的奇異景觀。2000年，包含該洞的球場洞窟群入列世界自然遺產預備名單。